# Floyd County, Iowa
Floyd County är ett administrativt område i delstaten Iowa, USA, med 16 303 invånare. Den administrativa huvudorten (county seat) är Charles City.

## Geografi
Enligt United States Census Bureau har countyt en total area på 1 298 km². 1 296 km² av den arean är land och 2 km² är vatten.

### Angränsande countyn
- Mitchell County - nord
- Chickasaw County - öst
- Butler County - syd
- Cerro Gordo County - väst
- Howard County - nordost
- Bremer County - sydost
- Franklin County - sydväst

### Orter
- Charles City (huvudort)
- Nashua (delvis i Chickasaw County)